# Lomatia stenometopa
Lomatia stenometopa är en tvåvingeart som beskrevs av Hesse 1956. Lomatia stenometopa ingår i släktet Lomatia och familjen svävflugor. Inga underarter finns listade i Catalogue of Life.